# 巴尔贝什河
巴尔贝什河（法語：Barbèche，法語發音：[baʁbɛʃ]）是法国勃艮第-弗朗什-孔泰大区杜省的河流，是杜河的左支流，长14.1千米。